# Botó de trucada presidencial
El botó de trucada presidencial és un botó de trucada vermell situat a l'Oficina Oval de la Casa Blanca que permet trucar a ajudants. Es va assenyalar que aquest botó era al taulell Resolute des d'almenys la presidència de George W. Bush (amb un botó similar que es va fer servir durant la presidència de Lyndon Johnson) i té una mida de 9 in (23 cm) de llarg per 3 in (7.6 cm) d'ample de fusta marcada amb un segell presidencial daurat. El botó es troba sovint al taulell Resolute.

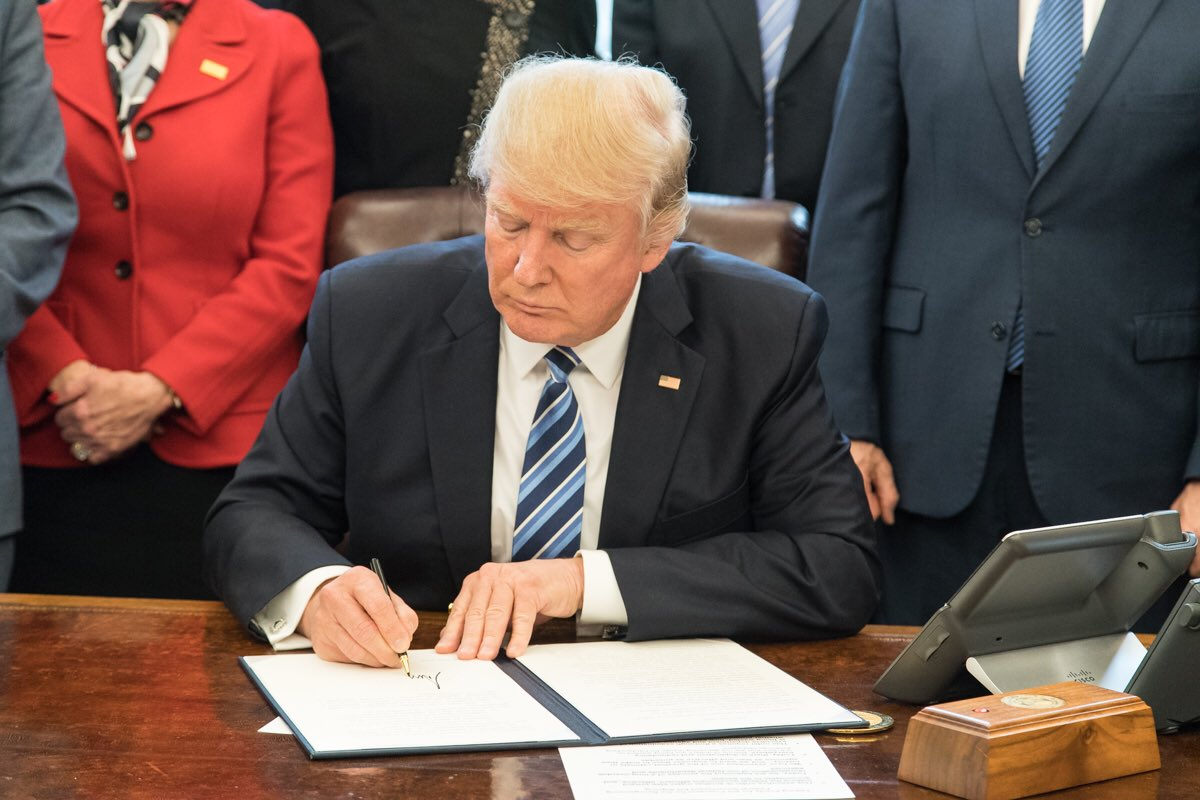
El botó vermell a una caixa de fusta al costat del telèfon al taulell Resolute el març de 2017.

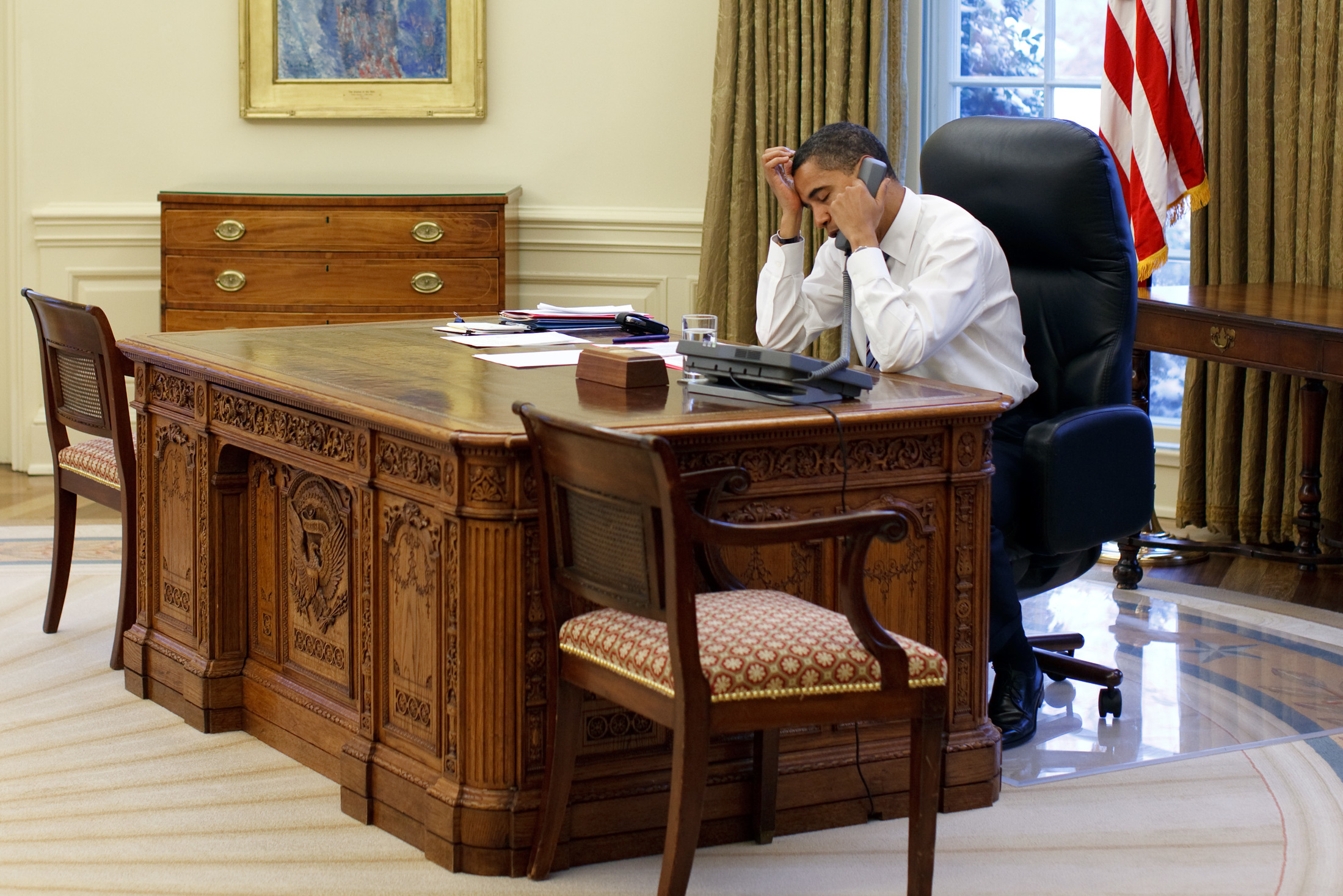
Barack Obama assegut al taulell Resolute amb el botó visible.

## Ús a la presidència de Lyndon Johnson
El primer ús conegut d'un "botó de trucada" va ser de la presidència de Lyndon Johnson. Lyndon B. Johnson tenia una sèrie de botons, o claus, per convocar diferents begudes a l'Oval Office, Cabinet Room i al "Little Lounge " (una habitació just al costat de l'Oval Office). A l'oficina oval, les claus eren sobre la taula, darrere de l'escriptori del president. Les quatre tecles eren per al cafè, el te, la Coca-Cola i la Fresca, i quan es premia un majordom compliria la petició de beguda del president.

## Ús a la presidència de George W. Bush
Segons els informes, el president George W. Bush va recuperar el botó per convocar el personal de la Casa Blanca.

## Ús a la presidència de Barack Obama
Segons Richard Branson, el president Obama el va reordenar per demanar te als seus hostes de la Casa Blanca.

## Ús a la presidència de Donald Trump
Durant l'administració Trump, quan es premia, es donava un senyal per convocar un majordom que portaria un Diet Coke en un plat de plata; Segons els informes, Trump també va utilitzar el botó per demanar el dinar i per fer broma als nous visitants de la Casa Blanca. Donald Trump va declarar a un periodista que "tothom pensa que és [el botó nuclear ]". Segons els informes, Trump va beure fins a 12 diet cokes per dia.

## Ús a la presidència de Joseph Biden
Durant els primers dies de la presidència de Joe Biden, es va informar que li havien retirat el botó, però semblava tornar unes setmanes després quan un funcionari de la Casa Blanca va dir a Politico que el botó tornava a estar activat a l'escriptori amb un propòsit no especificat.